# KF Hajvalia

KF Hajvalia är en fotbollsklubb från Hajvalia i Kosovo, bland framgångarna finns annat spel i Kosovar Superliga.